# Paralecanium pseudexpansum
Paralecanium pseudexpansum är en insektsart som först beskrevs av Green 1914.  Paralecanium pseudexpansum ingår i släktet Paralecanium och familjen skålsköldlöss. Inga underarter finns listade i Catalogue of Life.